# Hymenostylium mougeotii
Hymenostylium mougeotii là một loài rêu trong họ Pottiaceae. Loài này được (Bruch & Schimp.) Garov. mô tả khoa học đầu tiên năm 1840.